# 포스트잇

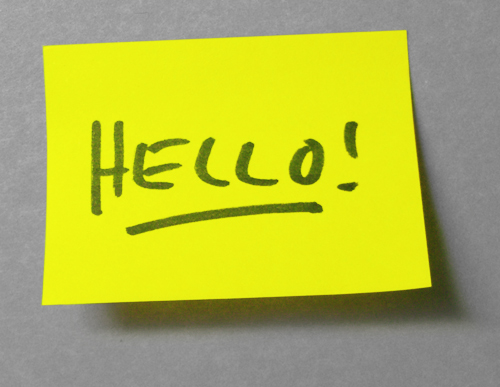
포스트잇의 모습.

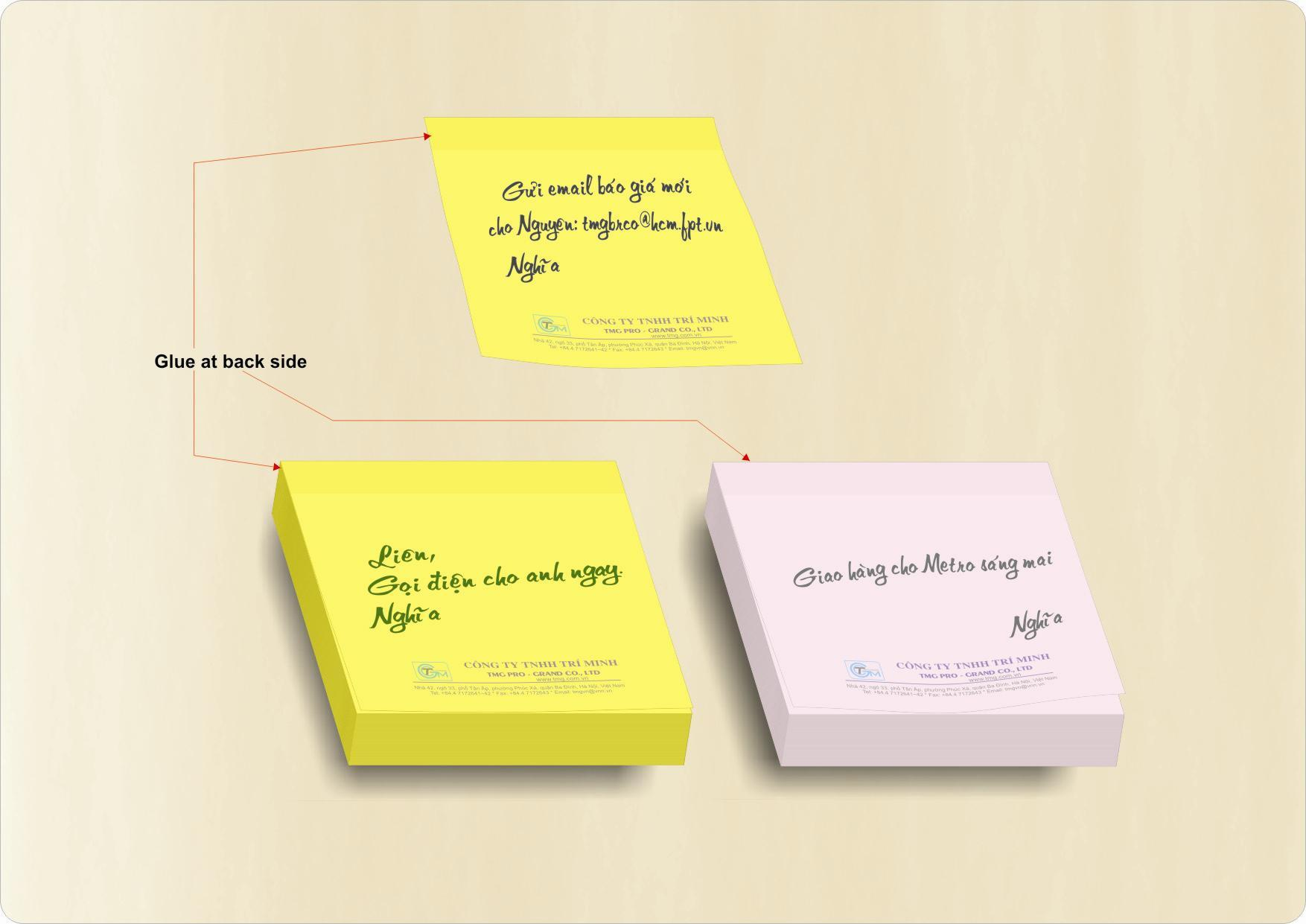
미리 인쇄된 포스트잇

포스트잇 노트 또는 포스트잇(영어: Post-it Note 또는 Sticky note, 포스트 종이, 포스트지), 붙임쪽지는 3M에서 개발 및 생산하고 있는 사무용품이다. 포스트잇은 뒷면에 부착하고 다시 떼어내다가 재부착이 가능한 접착성이 있는 '끈'이 있는데, 주로 문서나 컴퓨터의 모니터 같은 보이는 곳에 간단한 메모 필기를 써서 부착해서 사용한다.
현재 다양한 색, 모양, 그리고 크기의 제품들이 나오고 있다. 포스트잇의 일반적인 크기는 7.5cm 정사각형으로, 색은 등록상표인 카나리아빛 색이다. 포스트잇은 간단하게 붙일 수 있고, 떼어내도 흔적이 남지 않는다는 장점이 있다. 포스트잇(Post-it)과 포스트잇 노트(Post-it note), 그리고 이 카나리아빛 색 모두 3M이 등록한 등록상표이다. 그래서 다른 경쟁사들은 유사한 제품을 만들 수는 있지만 '포스트잇'이라는 제품명을 사용할 수 없다. 문구점에서 본것도 같지만, 상표 등록을 해둬서 로고를 유사하게 하기 어렵다.
포스트잇은 시대가 갈수록 스티키스(Stickies)나 피티메모(PtiMemo)와 같이 소프트웨어로도 개발되어 컴퓨터 안으로도 들어가고 있는데, 3M은 이것들을 '포스트잇 소프트웨어 노트'라는 이름으로 자사의 소프트웨어 제품을 홍보하고 있다.
2001년, 포스트잇에 사용되는 접착제는 퍼블릭 도메인으로 풀려 다른 경쟁사들도 포스트잇에 사용되었던 접착제 그대로 사용할 수 있게 되었다. 그리고 치열한 가격 경쟁으로 가격이 점점 내려가고 있는 추세이다.
대한민국에서는 한국쓰리엠이 판매하고 있는 이 제품은 출시 초기에는 원산지가 미국으로 되어 있는 경우가 많았으나 점차 일반적인 카나리아빛 색 제품을 중심으로 다양한 크기와 색상, 형태의 제품이 국내에서 생산되기 시작했다(이들 제품의 경우 제조자가 한국쓰리엠으로 기재되어 식별할 수 있다). 아직도 2003년 미국시장에 선보인 수퍼 스티키(Super Sticky)등과 파스텔 큐브(여러 가지 파스텔색의 패드를 한묶음으로 묶어 직육면체 꼴 포장을 한 제품)등 Post-It 브랜드를 사용하는 다른 종류의 제품은 수입되고 있다. 한국쓰리엠은 주문을 통해 일반적인 포스트잇 제품에 검정 혹은 컬러 인쇄한 제품을 판촉물 등의 용도로 공급하고 있다. 또한 하트 모양이나 별 모양 등 다양한 모양이 수입되고, 색깔 종류도 다양해 인기가 있다.
한국 내에서 정확한 상표명은 일반의 상식과는 달리 '포스트-잍'으로, 출시 이래 변함이 없이 패키지 포장과 웹페이지 등에 사용되고 있다. 이는 외래어 표기법에 맞지 않아(외래어 표기법 1장 3항에 의해 'ㅌ'받침은 허용되지 않는다) 잘 쓰이지 않는 받침이다. 이로 인해 자연스럽게 KSC5601 완성형 한글에 '잍'이 포함되지 않아 입력되지 않기 때문에 많은 사람들이 컴퓨터에서는 포스트 잇으로 입력했다. 어떤 이유에서인지 한국쓰리엠의 홈페이지 제품 목록에는 제품과 동일하게 '포스트-잍'으로 표시되어 있지만, 정작 목록의 링크를 클릭하면 나오는 포스트잇 브랜드 사이트의 표기는 포스트-잇으로 되어 있다.

## 역사

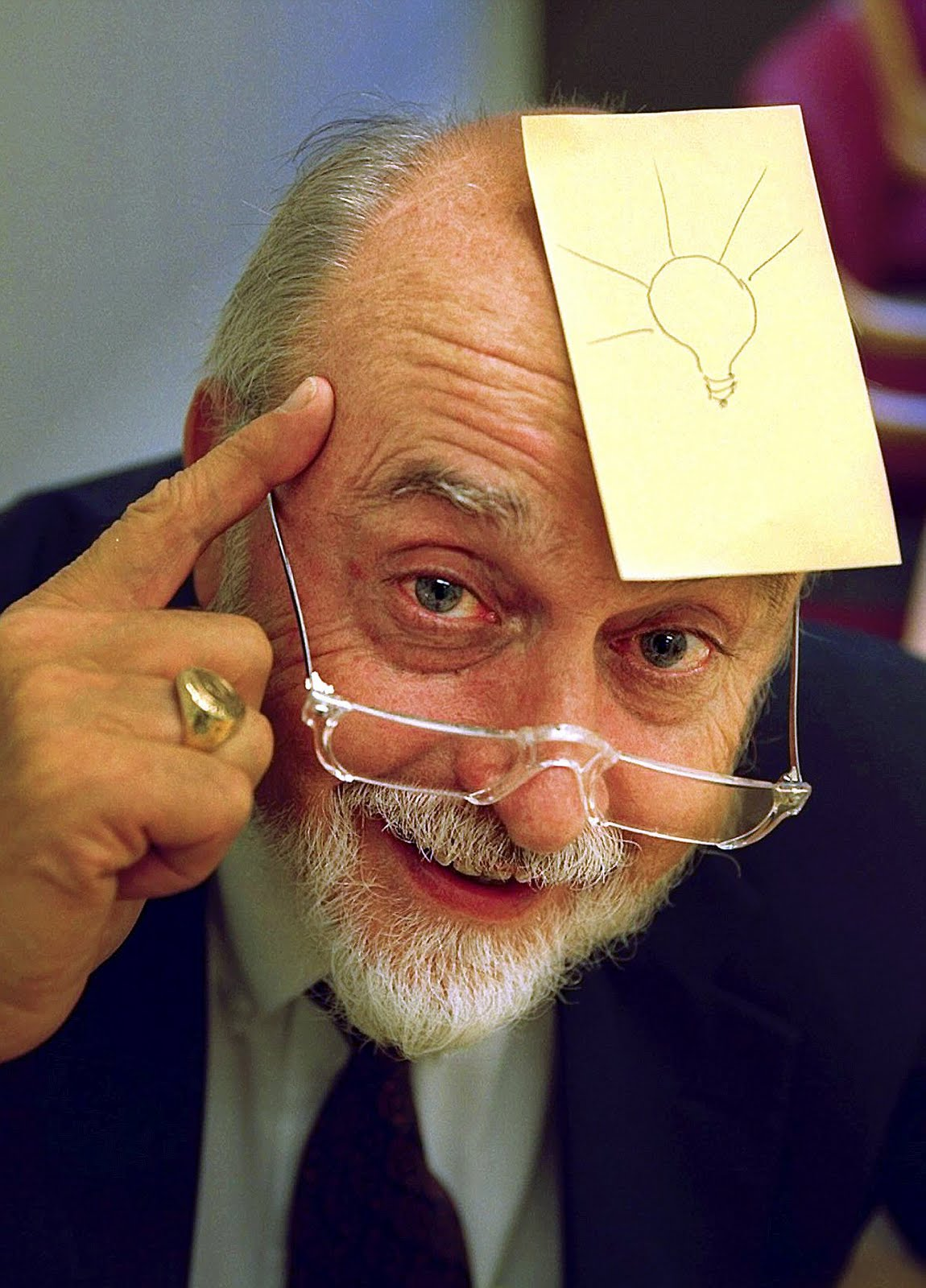
아서 프라이

1968년 미국 3M의 과학자 스펜서 실버는 초강력 접착제 개발을 시도했으나, 실제로 우연히 개발된 것은 항공우주 산업을 위한 "저점착성", 재사용 가능한 감압성 접착제(pressure-sensitive adhesive)였다. 실버는 5년 동안 비공식적으로나 세미나를 통해 3M 내에서 자신의 "문제 없는 솔루션"을 홍보했지만 지지자를 얻지 못했다. 1974년에 그의 세미나에 참석했던 사람 중 하나인 아서 프라이라는 동료가 그의 찬송가 책에 책갈피를 고정하기 위해 접착제를 사용하는 아이디어를 생각해 냈다. 그 후 프라이는 아이디어를 개발하기 위해 직원들이 자신의 작업 시간 중 일부를 자신이 선택한 프로젝트에 보낼 수 있도록 허용하는 3M의 승인된 "허용된 부트레깅(bootlegging)" 정책을 활용하였다. 원래 노트의 카나리아 옐로우 색상은 포스트잇 팀 옆 연구실에서 구할 수 있는 스크랩지 색상에서 우연히 선택되었다. 프라이는 3M 직원들에게 제품 시제품을 제공했고, 사람들이 메시지를 주고받으며 제품의 커뮤니케이션 효과를 입증했다.

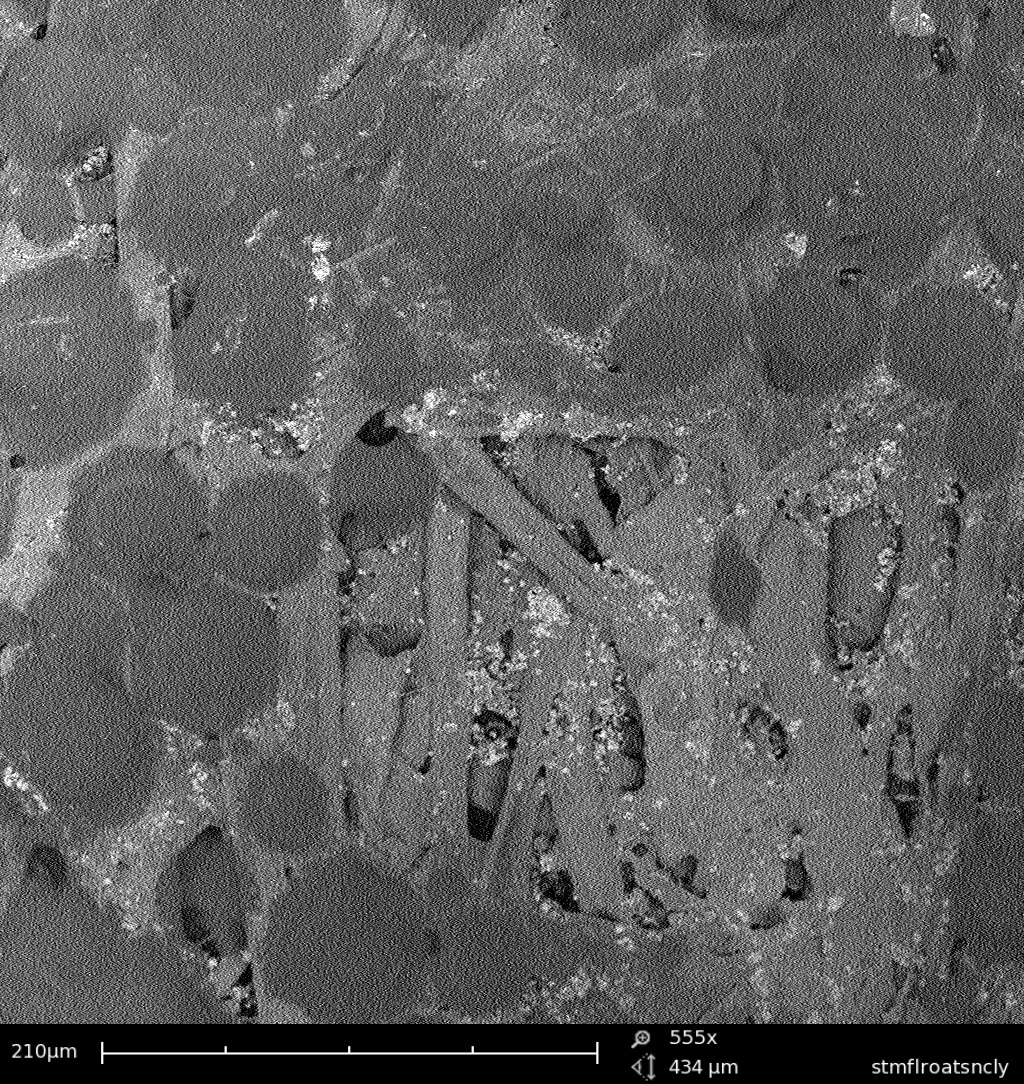
주사전자현미경으로 555배 확대한 포스트잇 접착면

1977년 4개 도시의 매장에서 3M 테스트를 통해 이 제품을 "프레슨필(Press'n Feel)"로 판매했지만 결과는 실망스러웠다. 1년 후, 3M은 보이스 블리츠(Boise Blitz)로 알려진 대대적인 마케팅 캠페인을 시작했다. 이 캠페인은 제품 이름을 "포스트잇 노트(Post-it Note)"로 변경하고 아이다호주 보이스에 있는 사무실에 무료 샘플을 배포하는 것을 포함했다. 이번에는 무료 샘플을 받은 사람들 중 90% 이상이 제품을 구매할 의사를 밝혔기 때문에 결과는 긍정적이었다. 이듬해 캐나다와 유럽에서 출시됐다.
포스트잇 플래그(Post-it Flags)는 색상 코딩, 파일링, 색인화를 통해 정리하는 새로운 방법으로 도입되었다.
1995년에는 포스트잇 이젤 패드(Post-it Easel Pads)를 선보였고, 이듬해에는 어린이용 포스트잇 이젤 패드를 선보였다.
2003년에는 포스트잇 브랜드 슈퍼 스티키 노트(Post-it Brand Super Sticky Notes)를 선보였는데, 이 제품은 수직 표면과 매끄럽지 않은 표면에 더 잘 밀착된다.
2014년 3M은 얼룩이 없고 벽, 캐비닛, 책상 등에 빠르게 맞도록 사용자 지정이 가능한 즉각적인 드라이 소거 표면인 포스트잇 슈퍼 스티키 드라이 이레이즈 서페이스(Post-it Super Sticky Dry Erase Surface)를 출시했다.

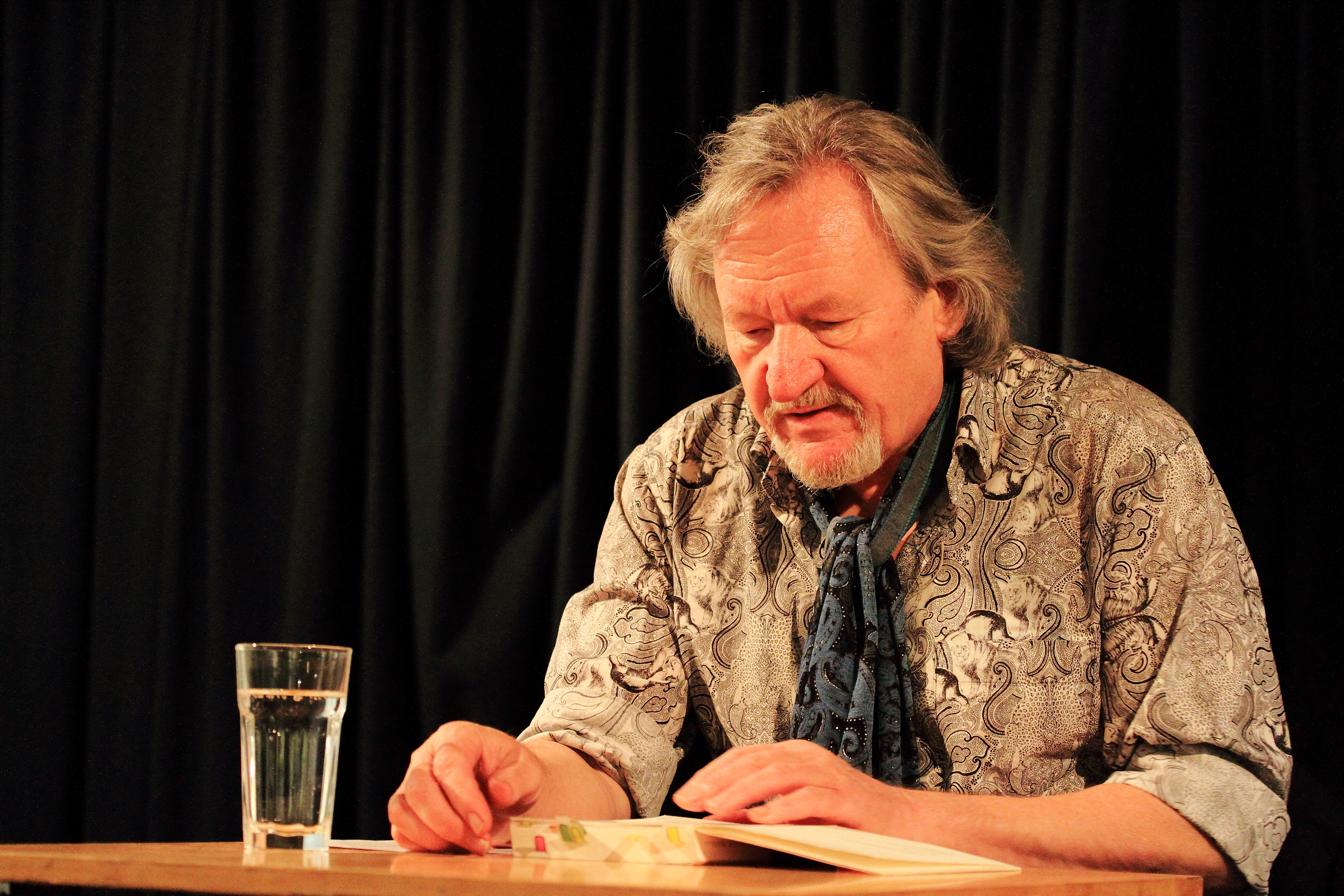
포스트잇을 책갈피로 사용해 책을 읽고 있는 클라우스 테베라이트

2018년 3M은 내구성과 내수성이 뛰어나고 산업 환경에서 목재 등 소재에 달라붙는 포스트잇 익스트림 노트(Post-it Extreme Notes)를 출시했다.
2019년에는 포스트잇 앱이 다시 출시되었다.
2020년 3M은 물과 비누로 닦을 때 얼룩을 남기지 않고 건조 지우개 및 영구 마커로 필기할 수 있는 화이트보드 표면인 포스트잇 플렉스 라이트 서페이스(Post-it Flex Write Surface)를 출시했다. 또한 고객의 개인화 및 불렛저널링 트렌드를 충족시키기 위한 목적으로 포스트잇 탭을 개편한 포스트잇 포일 탭(Post-it Foil Tab)을 출시했다.
2021년, 3M은 새로운 로고를 공개하고 종이 제품과 데스크톱 애플리케이션을 모은 포스트잇 브랜드의 Noted by Post-it Brand를 출시했다.

### 수상
포스트잇 노트 팀은 1981년과 1982년에 모두 내부 3M 골든 스텝 상을 수상했는데, 이는 수익성이 좋은 제품을 개발하여 새로운 매출을 크게 창출한 공로를 인정받은 것이다. 또한 1981년에는 3M의 우수 신제품상을 수상했다.
포스트잇이 널리 성공한 결과 2010년에 포스트잇을 만든 사람들은 전미 발명가 명예의 전당에 가입했다.
2019년 포스트잇 앱은 구글 플레이로부터 2019년 최고의 앱 상을 받았다.
2021년 포스트잇 앱은 독특한 디자인 시스템을 활용한 앱에게 시상하는 모션 부문에서 구글 자재 디자인 어워드(Google Material Design Award)를 수상했다.
실버와 프라이는 둘 다 연구로 최고의 영예를 얻고 수많은 국제 엔지니어링 상을 받은 후 3M에서 경력을 마무리했다.

### 경쟁 주장
앨런 암론은 1973년에 발명한 포스트잇 노트 기술을 1974년에 3M에 공개한 실제 발명가라고 주장했다. 3M을 상대로 한 그의 1997년 소송은 기밀 합의로 이어졌다. 암론은 합의의 일환으로 합의가 파기되지 않는 한 회사를 상대로 향후 청구를 하지 않기로 합의했다. 그러나 2016년에 그는 3M이 발명자라고 잘못 주장하고 있다고 주장하면서 3M을 상대로 추가 소송을 제기하고 4억 달러의 손해 배상을 요구했다. 예비 심리에서 연방 판사는 당사자들에게 조정을 받도록 명령했다. 그 후 소송은 기각되었고, 1998년의 합의는 유지되었다.
1997년 3M은 마이크로소프트 오피스 97에 전자 포스트잇을 만들고 도움말 파일에 포스트잇이라는 용어를 사용한 것에 대해 마이크로소프트를 상표권 침해로 고소했다.

## 사용

### 작업 공간과 교실

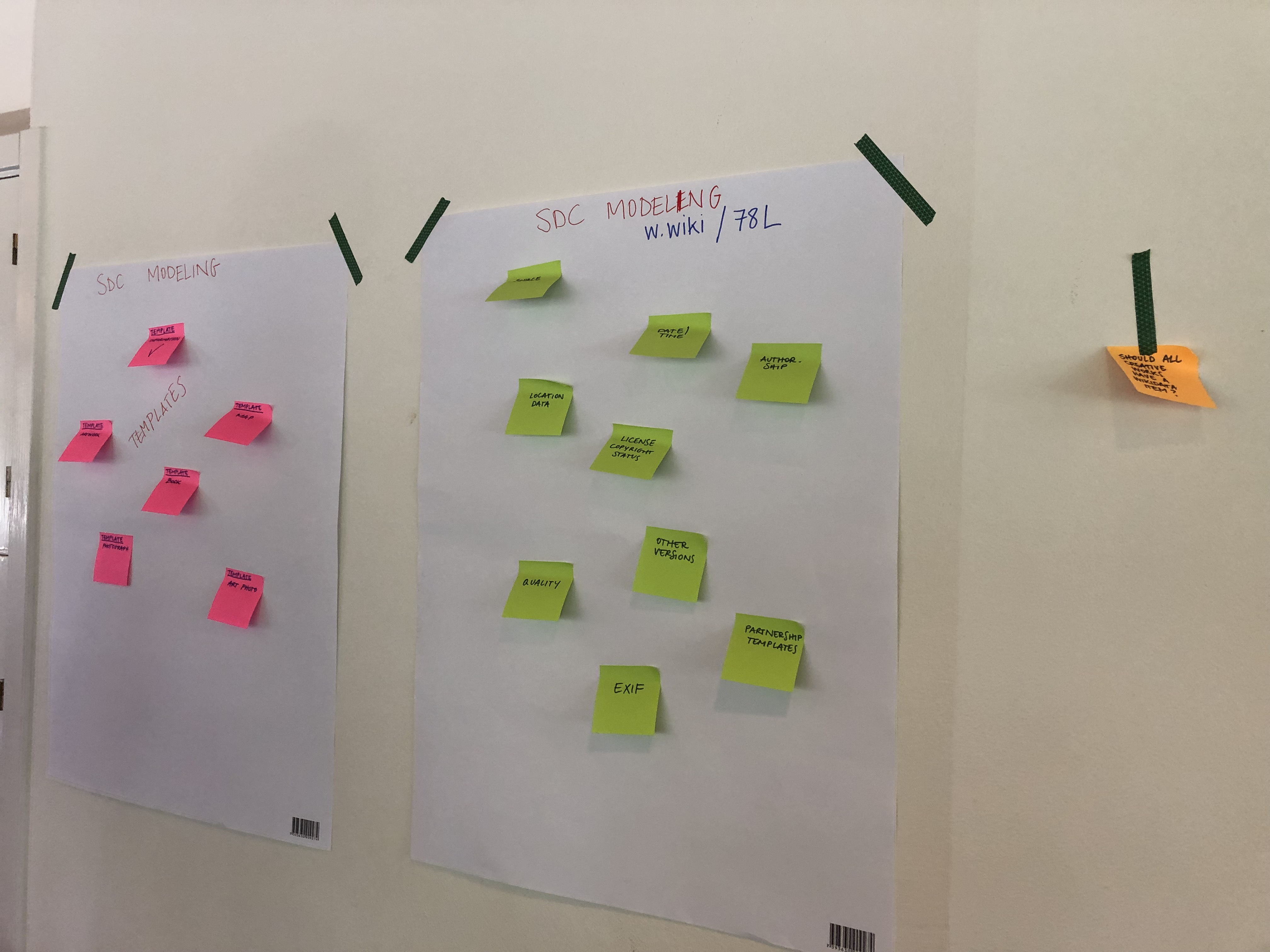
작업장에서 포스트잇 노트 사용 예

포스트잇 노트는 디자인 팀에서 개인적인 아이디어를 제공하고, 브레인스토밍과 같은 그룹 활동을 지원하며, 디자인 사고와 디자인 결과물을 지원하는 데 사용될 수 있다.
예를 들어 비용이 효율적이고 설정하는 데 시간이 걸리지 않으며 거의 모든 연령층이 사용할 수 있을 만큼 간단하다는 점 등 강의실에서 이들은 매우 다양한 이점을 제공한다. 개념 매핑, 라벨링 모델 등에 사용되며, 유전학과 같은 더 광범위한 용어를 설명하고 가르칠 때도 사용할 수 있다.
또한 직장에서 정보를 전달하거나 칭찬이나 격려의 말을 할 때 모두 사용된다. 그리고 동료들 사이의 의사소통을 증진시키고 부서들 사이의 의사소통을 도울 수 있다. 또한 사람들을 칭찬하거나 계속해서 일을 잘하라고 말할 수 있다.
표준 강조 표시 및 사이드라인 메모 방법 대신 교과서에 주석을 달 수 있으므로 페이지에 표시가 없는 상태를 유지할 수 있다. 또한 포스트잇 노트를 활용하여 학생들에게 교과서의 중요한 지점을 시각적으로 안내할 수 있어 학생들이 보다 빠르게 정보를 찾을 수 있도록 도와준다.
피쉬본 다이어그램과 같은 그래픽 주최자가 참여하는 팀 연습에 편리하다. 학생들은 포스트잇에 각각 하나의 아이디어나 조항을 기고함으로써 쉽게 조직원과 협력할 수 있다.

### 소셜 미디어
유즈실 카스타네토의 인스타그램 패러디 계정인 Satiregram은 포스트잇에 손으로 쓴 메시지를 통해 사람들이 인스타그램에 게시하는 일반적인 사진을 묘사하였다.

### 정보 전달
시장에서 가장 많이 팔리는 소비재 중 하나인 포스트잇은 사용자가 포스트잇에 담긴 정보를 받아들이는 방식에 긍정적인 영향을 미칠 수 있다. 이는 이 작은 종이 조각이 이를 활용하는 사람들에게 얼마나 도움이 될 수 있는지 알아보기 위한 연구에 의해 뒷받침된다.

### 예술

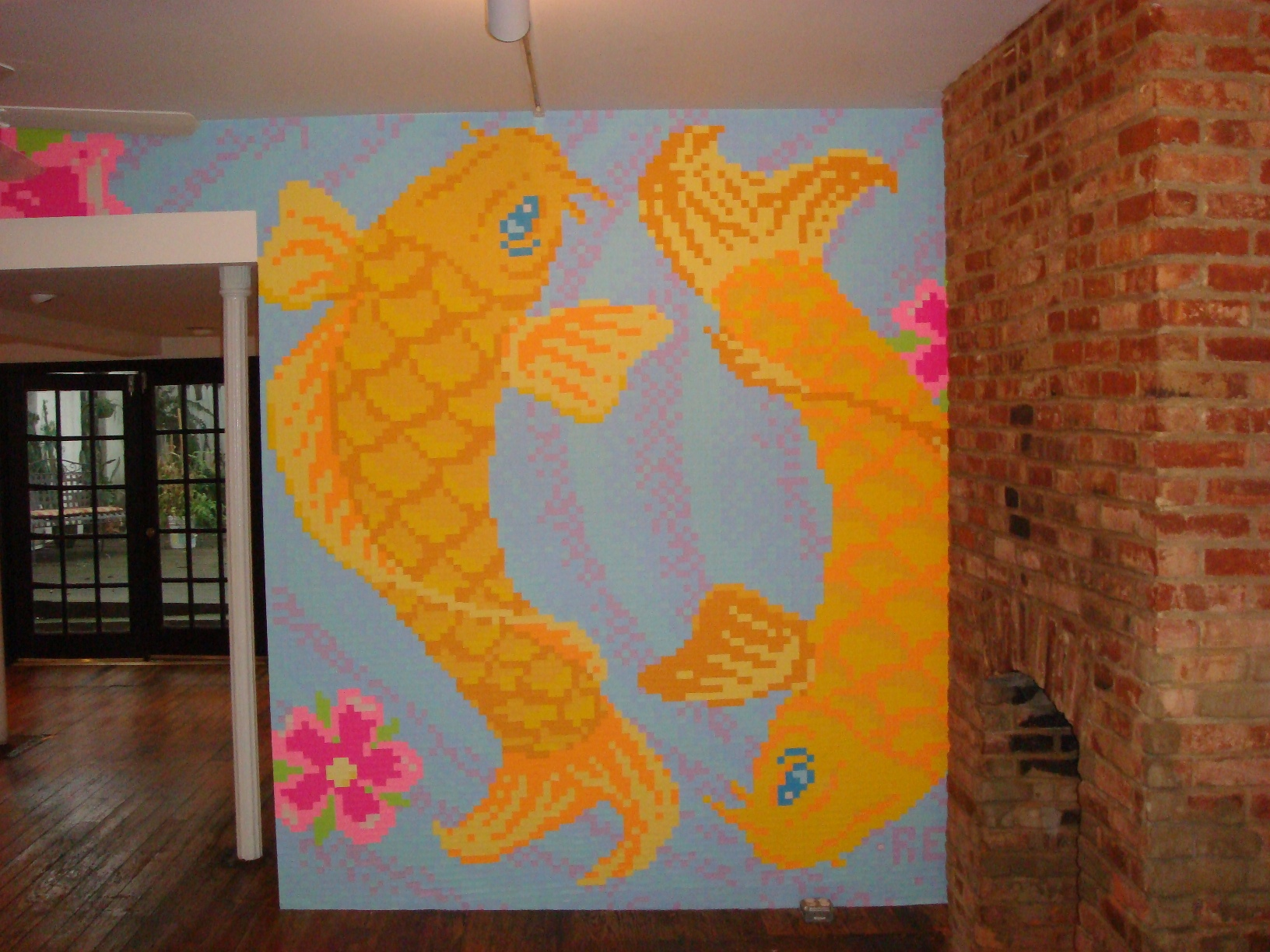
포스트잇으로 만든 모자이크

로자 마리아 아레나스의 《미친 비서의 노란 스티커 일기(Yellow Stickee Diary of a Mad Secretary)》는 회사원/예술가의 미니 그래픽 저널로, 2013년 7월 7일부터 8월 25일까지 미시간주 랜싱의 미시간 현대 미술관(MICA)에서 전시되었다. 전시된 41점의 그림들은 아레나스가 1994년부터 2005년까지 임시직으로 작업하며 만든 Yellow Stickee Diary 프로젝트를 구성하는 2000여점의 원본 그림들 중 극히 일부이다. 보관 용지에 보관 잉크와 함께 인쇄된 이 복제품들에는스티커 크기 (3″ × 5″) 액자 인쇄물과 (모두 포스트잇에서 행해진) 원본 그림들의 확대가 포함된다.
2012년에는 튀르키예 예술가 아르단 외즈메노글루가 맨해튼 첼시 예술구에 있는 베르트랑 들라크루아(Bertrand Delacroix) 갤러리에서 개인전을 개최하도록 선정되었다.  "E pluribus unum"(라틴어 "여럿으로 이루어진 하나")이라는 제목의 전시회는 2012년 11월 15일에 열렸으며 포스트잇 노트에 대규모 작품을 선보였다.

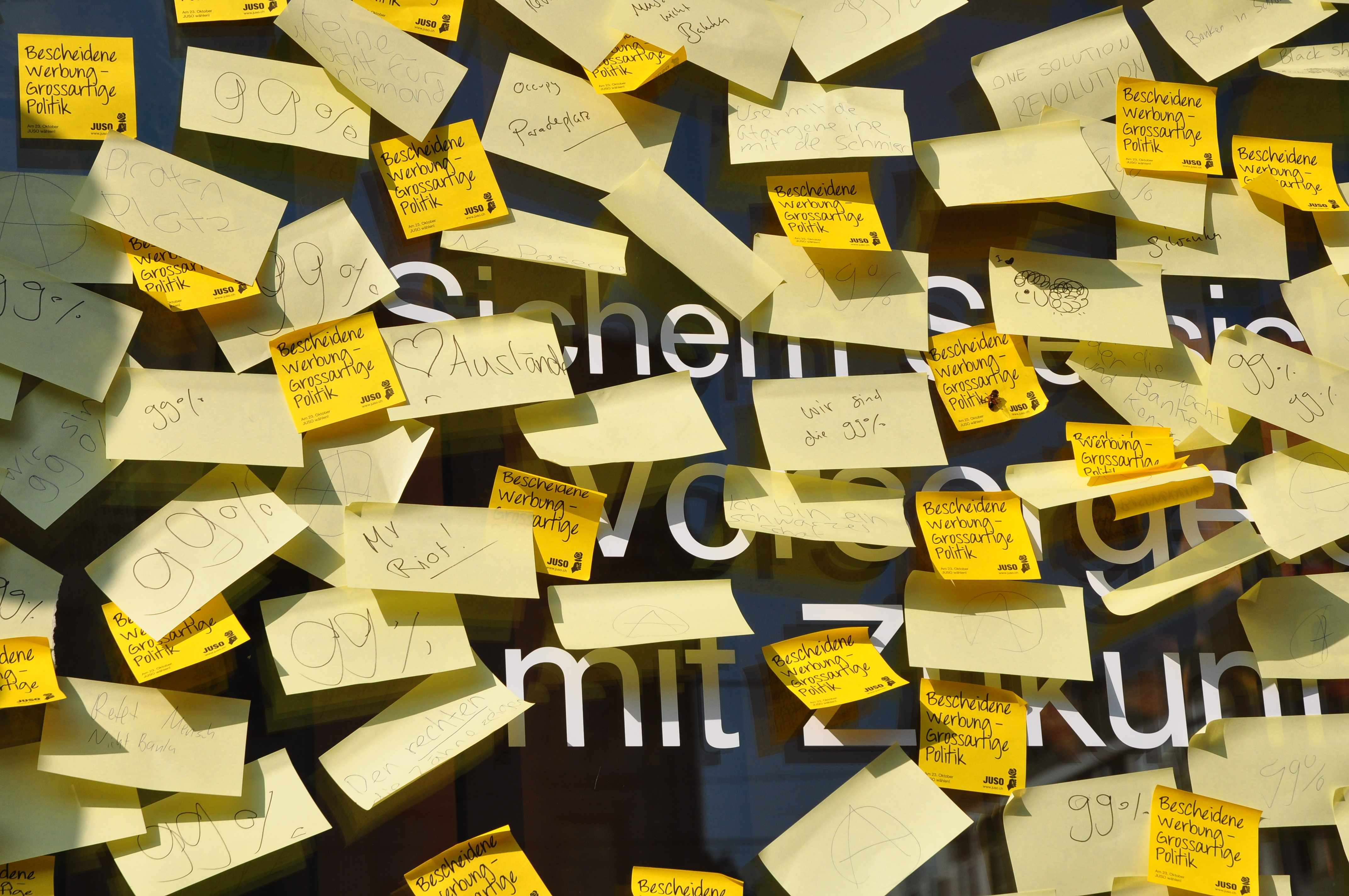
취리히 파라데 광장의 점거 운동 포스트잇 노트

2004년 건축 및 디자인 큐레이터인 파올라 안토넬리는 "겸손한 걸작들(Humble Masterpieces)"라는 제목의 쇼에 포스트잇 노트를 포함시켰다.
자신의 작품에 포스트잇을 사용하는 캘리포니아 예술가 레베카 머토는 2001년 침실 전체를 $1000 상당의 노트로 덮는 설치물을 만들었는데, 그녀가 보기에 가치가 적은 물건들은 보통의 노란색을, 침대와 같은 더 중요한 물건들은 네온색을 사용했다.
2000년, 포스트잇 탄생 20주년을 기념하여 예술가들이 포스트잇에 예술작품을 만들게 하였다. 예술가 R. B. 키타이의 작품 하나는 경매에서 640 파운드에 판매되었고, 이는 기록상 가장 가치 있는 포스트잇 노트가 되었다.
2014년 홍콩 시위 당시 홍콩 정부청사의 굴곡진 계단에서 설치된 게시판인 레논벽이 지지자들의 손글씨 메시지가 담긴 다양한 색깔의 포스트잇으로 덮여 있었다.

## 소프트웨어 구현
가상 포스트잇 노트는 컴퓨터용 데스크톱 노트의 형태로 만들어졌다. 이러한 것들은 3M의 자체 포스트잇 브랜드 소프트웨어 노트, 맥OS의 스티커, 윈도우의 스티키 노트,, 한글과컴퓨터의 한컴쪽지, ShixxNOTE와 같은 기타 응용 프로그램이 포함된다. 또한 에버노트, 구글 킵, 마이크로소프트 원노트를 사용하여 가상 포스트잇 노트와 유사한 노트를 온라인에서도 사용할 수 있다.
1997년 3M은 도움말 파일에 "Post-It"라는 용어를 사용했다는 이유로 마이크로소프트를 상표권 침해 혐의로 고소했다.